# Adriana Salvatierra
Adriana Salvatierra Arriaza (Santa Cruz de la Sierra, 3 de junio de 1989) es una politóloga y política boliviana, que cuenta también con la nacionalidad chilena. Fue la presidenta de la Cámara de Senadores de Bolivia desde el 18 de enero de 2019 hasta el 10 de noviembre de 2019, durante el tercer gobierno del presidente Evo Morales. En 2015, Salvatierra accedió al cargo de senadora por el Movimiento al Socialismo representando al Departamento de Santa Cruz.

## Biografía
Adriana Salvatierra nació el 3 de junio de 1989 en la ciudad de Santa Cruz de la Sierra. Su padre es el abogado boliviano Hugo Salvatierra Gutiérrez, quien en su tiempo fue un dirigente del partido del Movimiento de Izquierda Revolucionaria (MIR) y también ex viceministro durante el primer gobierno del presidente Evo Morales Ayma. Su madre es la psicóloga chilena Luisa Arriaza Zúñiga, nacida en Peumo, en la antigua provincia de O'Higgins, y cuya familia es oriunda de la antigua provincia de Colchagua; Arriaza fue militante de las Juventudes Comunistas (JJCC) de Chile durante su juventud. Ambos se conocieron en Santiago de Chile, para luego mudarse a la ciudad de Santa Cruz de la Sierra. En 2004, su madre inscribió su nacimiento en el consulado chileno en La Paz, lo que le permitió adquirir la nacionalidad chilena por consanguinidad. Consta su inscripción en el Servicio de Registro Civil e Identificación de Santiago de Chile. Dijo haber renunciado a su nacionalidad chilena en 2019. Sin embargo se registra domicilio electoral, al menos entre 2012 y 2021, en la comuna de Peñalolén, Santiago de Chile, región Metropolitana de Santiago.
Adriana Salvatierra creció en su ciudad natal. Comenzó sus estudios escolares en 1995, saliendo bachiller el año 2006 de un colegio de su ciudad natal. Ingresó a la carrera de ciencias políticas de la Universidad Autónoma Gabriel René Moreno (UAGRM) el año 2007, graduándose como politóloga en 2012.

## Carrera política
El ingreso de Adriana Salvatierra a la vida política, data del año 2005, cuando con apenas dieciséis años de edad, Salvatierra decidió afiliarse como militante en las filas del partido del Movimiento al Socialismo (MAS-IPSP) liderado por Evo Morales. En 2007, pasó a formar parte de una organización política juvenil denominada Columna Sur con dieciocho años. Las juventudes de su partido la eligieron como candidata a senadora en el año 2014 por su profesionalismo y su trabajo de base con organizaciones sociales, civiles y campesinas. Salvatierra fue la presidenta del Senado más joven de la historia de Bolivia, dado que tomó ese cargo a los veintinueve años de edad. Sin embargo, el año 2025 renuncia a su afiliacion al MAS-IPSP.

### Vida personal
El 20 de marzo de 2022 y encontrándose embarazada de 5 meses, Adriana Salvatierra contrajo matrimonio con el ciudadano argentino Joaquín López Casalá en una ceremonia familiar privada e íntima.

### Senadora de Bolivia (2015-2019)
Fue representante de las Juventudes del MAS en su departamento y postuló como suplente del primer senador por Santa Cruz, y posterior ministro de Gobierno, Carlos Romero. Llegó al Senado a sus veintiséis años.

### Presidenta de la Cámara de Senadores de Bolivia (2019)
El 18 de enero de 2019, Salvatierra juramentó como presidenta del Cámara de Senadores, en sucesión del senador Milton Barón. Cabe mencionar que con apenas veintinueve años, Adriana Salvatierra se convirtió en la cuarta mujer en la historia en llegar a presidir el Senado boliviano, después de Mirtha Quevedo, Ana María Romero de Campero y Gabriela Montaño, y en la presidenta más joven de la Cámara.

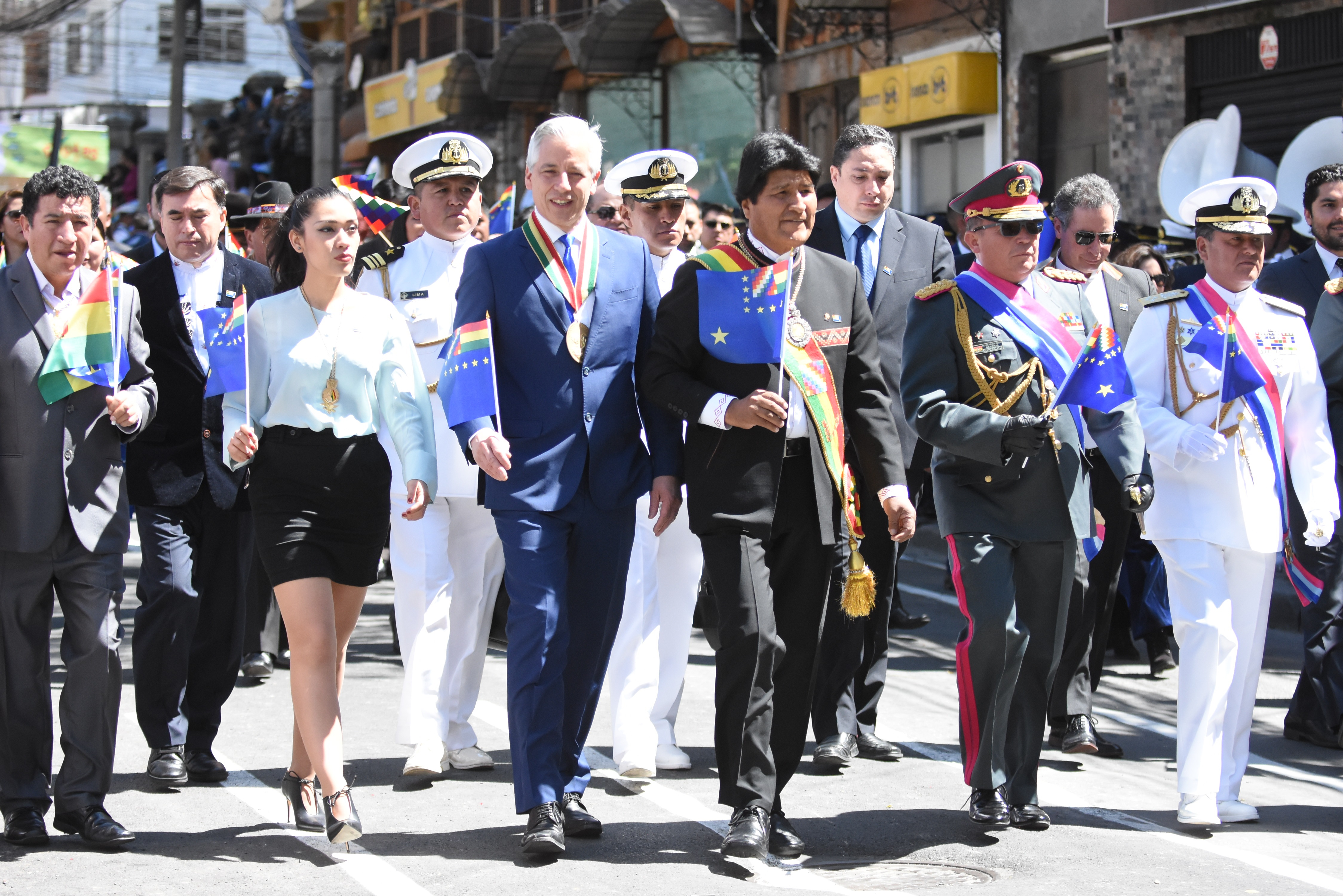
Salvatierra, en desflile por el Dia del Mar.

Luego de su juramento, se dio a conocer que Salvatierra tenía, además de la nacionalidad boliviana, la chilena. Dijo haber presentado su renuncia a la nacionalidad chilena en febrero de 2019, aunque el certificado de nacimiento en Chile no contiene anotaciones que den cuenta de ello, como es requerido legalmente. Además, para las elecciones de convencionales constituyentes de Chile de 2021 aún figura como electora habilitada en la comuna de Peñalolén.
Tras la renuncia de Evo Morales (2006-2019) como presidente de Bolivia el 10 de noviembre de 2019, Salvatierra presentó su dimisión como senadora y como presidenta del Senado, refugiándose en la embajada de México. El 13 de noviembre Salvatierra denunció que la proclamación de presidencia de Jeanine Áñez fue ilegal y que se estaba presionando a dirigentes del partido del gobierno por grupos violentos para dimitir de sus funciones. También denunció que la policía impidió la entrada de la bancada del partido MAS a su trabajo. Ante la versión de su dimisión en la presidencia del Senado, Salvatierra aclaró que el documento fue presentado, pero nunca lo tomaron en cuenta y por tanto considera que aún se mantenía en su cargo.

### Presidenta Interina de Bolivia (2019)
Entre el 17 y 18 de julio de 2019, al ser la presidenta de la Cámara de Senadores, asumió la presidencia interina de Bolivia, por cinco horas hasta el retorno del presidente Evo Morales (2006-2019) de Argentina, y debido al viaje del vicepresidente Álvaro García Linera (2006-2019) a México. La Constitución de 2009, establece que el presidente del Senado, debe asumir el mando del país en ausencia de las dos principales autoridades del Ejecutivo.

### Candidatura a la Alcaldía de Santa Cruz (2021)
El 13 de diciembre de 2020, fue proclamada como candidata a la alcaldía de Santa Cruz, para las Elecciones Subnacionales de 2021, por el partido Movimiento al Socialismo.

#### Resultados electoral
|  | 35,41 % |

|  | 34,72 % |

|  | 16,53 % |

|  | 6,06 % |

|  | 5,56 % |

|  | 0,63 % |

|  | 0,36 % |

|  | 0,35 % |

|  | 0,19 % |

|  | 0,19 % |

|  | 0,00 % |

| Predecesor: Milton Barón Hidalgo | Presidenta de la Cámara de Senadores de Bolivia 18 de enero - 14 de noviembre de 2019 | Sucesor: Eva Copa Murga |